# روبرت غونسالفيس سانتوس
روبرت غونسالفيس سانتوس (بالبرتغالية: Robert Gonçalves Santos‏) (28 سبتمبر 1996 في البرازيل - ) هو لاعب كرة قدم برازيلي في مركز الوسط. شارك مع منتخب البرازيل تحت 17 سنة لكرة القدم. أما مع النوادي، فقد لعب مع نادي برشلونة ب ونادي برشلونة ونادي فلومينينسي.

## وصلات خارجية
- روبرت غونسالفيس سانتوس على موقع قاعدة بيانات كرة القدم.إي يو (الإنجليزية)
- روبرت غونسالفيس سانتوس على موقع Soccerway.com (الإنجليزية)